# 半田陆
半田陆（2002年1月1日—）是日本足球运动员，現效力于日職球隊大阪飛腳，司职后卫。

## 榮譽

### 國家隊
日本 U-16
- 亞足聯U-16亞洲盃：2018

日本 U-23
- 亞足聯U-23亞洲盃：2024